# Patriotismo insetticida
Patriotismo insetticida è un "romanzo di avventure legislative" (così recita il sottotitolo) di Filippo Tommaso Marinetti, pubblicato nel 1939 dall'Arnoldo Mondadori Editore. È l'ultimo romanzo pubblicato in vita dal suo autore.

## Stile
Il testo è un esempio di romanzo sintetico, il nuovo genere letterario inventato in quel periodo da Marinetti e futuristi (il manifesto sul romanzo sintetico è pubblicato nel dicembre del 1939). Nella prefazione, Marinetti lo definisce «Romanzo ardente quindi parolibero cioè ostile al piatto psicologismo freddo» e «Romanzo senza punteggiatura sintassi verso classico verso libero questi abiti borghesi della vecchia letteratura.»
Lo stile immaginoso e la mancanza di punteggiatura sono tipici dello stile di Marinetti dalla fine degli anni venti in poi. È un tipo di scrittura che unisce lirica e narrativa ed è più volte definita dall'autore stesso come "aeropoesia".

## Trama
I personaggi principali del romanzo sono due magistrati, Paranza e Urò. Paranza è «una sferica rosea caldaia che emana e scioglie nell'aria vaporosi gesti fluttuanti»; Urò, «una lunga vite nera con un capocchione di calvizie lucenti».
Nel primo capitolo la casa di Urò viene violata da uno strano ladro, Ruganera, che si finge domestico ma non sottrae nulla, e rifiuta di fuggire all'arrivo della polizia, dichiarando di appartenere alla "Società dei Lungimiranti".
Nei capitoli 2-5 assistiamo ad altri strani misfatti compiuti dai membri della stessa Società: uno di loro deruba una dama di una collana che aveva intenzione di impegnare per beneficenza; un altro a Napoli ha gettato vetriolo sul volto di un giovane così bello da essere stato soprannominato "Adone di Mergellina"; un terzo si paracaduta da un dirigibile su due adulteri. Membro della Società è anche Condirina, cuoca di Paranza, che accusata di aver cercato di avvelenare la vanitosa moglie del magistrato, si difende incolpando Paranza stesso.
Nel sesto capitolo Paranza e Urò presiedono il processo ai Lungimiranti. Man mano che gli imputati difendono i loro crimini, Paranza si scopre sempre più comprensivo nei loro confronti, fino ad assolverli in massa. Tra gli altri, Paranza assolve Riccadonna («il ladro ideale poiché li riassume tutti li perfeziona ed esclude tutti i dannosi ladruncoli spicci e senza ideale»), un ricco Lungimirante che ha aiutato 206 suicidi a morire... d'indigestione, un "medico assassino" che si era dato «il compito umanissimo di semplificare e affrettare le agonie lente e dolorose», un altro che si vanta «d'aver pestato un direttore di giornale che calunniava patrioti per aumentare pubblicità vendita e tiratura», un «tagliatore di mani destre» che «si propone di salvare l'umanità dalla cattiva letteratura», ecc. Ultima imputata è Condirina che afferma di essere «da tempo convinta che occorre avvelenare talvolta il marito talvolta la moglie per meglio assortire le unioni coniugali», e offre a tutti pillole sonnifere di sua invenzione. Mentre avvocati e giurati sprofondano in un sonno (di 150 anni!), Paranza proclama l'assoluzione definitiva.
Il settimo capitolo, Il poema dei languori del Golfo di Napoli era probabilmente in origine un testo a sé stante, che ha per argomento il naufragio della nave Napoli sugli scogli di Capri. Nel messaggio rinvenuto in una bottiglia undici anni dopo, i naufraghi della nave ringraziano il loro comandante, Marino Canale («Il giro del golfo in realtà è finito benissimo. Cioè in un bel bagno»).
L'ottavo capitolo, intitolato Il poema elettrochimico di una festa di ballo in casa Paranza, narra di una festa organizzata dal magistrato per raccogliere fondi per i parenti delle vittime del naufragio. Il brano è particolarmente interessante per il tentativo di Marinetti di usare il lessico della chimica nella descrizione dei rapporti più o meno amorosi tra le coppie di ballerini.
Negli ultimi capitoli (9-12) si narra di un viaggio in idrovolante compiuto da Paranza, Urò, il pilota omosessuale Antidonna e i Lungimiranti, alla volta delle isole Figi. Qui si imbattono in una tribù di cannibali, che da tempo Paranza sperava di incontrare. I cannibali, molto diplomatici ma dotati di mascelle rumorose come "macchine da scrivere", chiedono in dono un libro: rifiutano sdegnosi "il manuale di un grande Istituto di bellezza" e accettano invece con entusiasmo il Codice napoleonico («Per noi cannibali Napoleone ebbe un solo torto quello di sciupare molte carni saporite»).
Successivamente il re Tokkamatok chiama Paranza a giudicare tre cannibali rei di non voler più mangiare carne umana. Paranza, che pure sa di essere destinato a essere a sua volta mangiato, li condanna: «Avete rifiutato il vostro pasto di carne umana non per un nobile desiderio di novità ma per ossequio esterofilo. Siete dunque gravemente colpevoli». Condirina invece comprende la riluttanza dei tre: il cibo offerto loro era male affumicato («Un missionario va cucinato come si cucinano le carni coraggiose raccogliendo con cura il succo d'intrepidità e i fermenti di audacia suicidomane»). I cannibali approvano e Antidonna propone a Condirina di cucinare per tutti («Ognuno nutrendosi moderatamente di carne umana voi cannibali diventereste un po' meno cannibali e noi un tantino cannibali»).
Nel penultimo capitolo i Lungimiranti, ormai convertiti all'antropofagia, divorano insieme al re Tokkamatok l'idrovolante di Paranza («Stiamo allargando alle macchine europee la nostra morale antropofaga»).
L'ultimo capitolo è costituito unicamente dal primo articolo del nuovo codice di Paranza:

## Interpretazione
Dalla prefazione (di mano dell'autore): 
Libro che può servire da modello per una sua ironia tipicamente italiana perché serena carezzevole ed eccitante alla creazione»
Il messaggio del libro può apparire contraddittorio. Da una parte, il nazionalista Marinetti non risparmia le critiche a quell'"esterofilia dilagante" che nel corso degli anni trenta era diventata la sua privata ossessione. Dall'altra il viaggio di Paranza e dei Lungimiranti verso le isole Figi può essere interpretato come una scoperta di nuove realtà che necessitano leggi e morali diverse (come dice Paranza, «Per esempio in certi casi l'antropofagia è difendibile»; anzi, nel paese dei cannibali diventa legge morale). Il libro insomma finisce per difendere quello che oggi chiameremmo relativismo culturale. Persino cielo e mare hanno due morali diverse, che l'idrovolante di Paranza riesce a malapena a conciliare.

## Fortuna
Il testo appartiene a un periodo in cui Marinetti ("della reale Accademia d'Italia", come precisa la copertina), era ormai considerato un outsider della cultura italiana, apprezzato e preso a modello solo dagli sparuti epigoni del movimento futurista.
Il volume, caduto in ulteriore disgrazia alla fine del fascismo, in seguito, malgrado il rinnovato interesse degli studiosi per l'autore (e la pubblicazione postuma di diversi inediti) è stato ripubblicato solo recentemente da Excelsior 1881.

## Edizioni
- Filippo Tommaso Marinetti, Patriotismo insetticida, Mondadori, 1939,  p. 191.